# ジャイアント (テレビドラマ)
『ジャイアント』（ハングル表記：자이언트）は、2010年5月10日から12月7日まで放送された韓国SBSのテレビドラマ。全60話。SBS創社20年記念の大河ドラマとして制作され、朴正煕政権下の1970年から80年代にかけての韓国を舞台とし、建設業界で激動の時代を生き抜いた男たちの生涯を描いた作品である。
2010年上半期の同時間帯にMBCで放送されていたイ・ビョンフン演出のテレビドラマ『トンイ』と視聴率を競い合い、『トンイ』を上回る高視聴率を獲得した。
主演はイ・ボムス。悪役のチョ・ピリョンを演じたチョン・ボソクが本作品の演技によって第47回百想芸術大賞テレビ部門の男性最優秀演技賞を受賞した。

## 登場人物

### 主要人物
- イ・ガンモ：イ・ボムス（少年時代 - ヨ・ジング）

少年時代に両親が死亡し兄弟たちとも生き別れになるが、靴磨きをして生計を立てていた。窮地に立たされたファン・テソプをあるアイディアで助けたことがきっかけで、ファン家に引き取られる。万宝建設の危機を救う策を講じたことからテソプに認められ、以後は彼の部下として行動するようになる。地下鉄工事を巡って大陸建設の旧友パク・ソテと渡り合うも、大陸建設社長ホン・ギピョ殺しの濡れ衣により矯正部隊三清教育隊に収容される。晴れて除隊し兄妹と再会したのちに、三清教育隊で出会った仲間と共に漢江（ハンガン）建設を創業。万宝（マンボ）建設やチョ・ピリョン親子らに戦いを挑む。
- ファン・ジョンヨン：パク・ジニ

ファン・テソプとユ・ギョンオクの娘。幼い頃からガンモに恋心を抱く。ガンモが死亡したという情報から一時的に失語症に陥る。回復後は選挙でファン・ジョンシクに勝利し万宝建設の社長に就任するものの、漢江建設の社長となったガンモと対立することになる。テソプ暗殺未遂事件をきっかけにガンモと和解するが、チョ・ミヌの策略で社長の座を退く。しかし、市場の金貸しとして一から再スタートし、消費者金融会社のハッピー金融を起業し成功する。
- イ・ソンモ：パク・サンミン

ガンモの兄。密輸に関わった父イ・デスがチョ・ピリョンに殺害されたところを目撃し、追手から逃れる最中に列車から飛び降り重傷を負うが、アメリカ軍に救われ、そこでピリョンと再び邂逅する。アメリカ軍とのある一件を経てピリョンの信頼を得、彼の腹心の部下の一人となる。忠実な部下を装いピリョンを補佐しつつも、裏ではガンモと通じ復讐の機会を狙っている。後にファン・テソプとも内通し、彼の活動をサポートする。やがてソンモの行動に疑問を持ったピリョンからヨンスをスパイとして送り込まれ…。
- イ・ミジュ（李美朱)：ファン・ジョンウム

ガンモ、ソンモの妹。孤児院で育ち、成長後は大陸建設社長ホン・ギピョの家政婦となり、ホンの死後はバスの車掌となる。そこで出会ったチョ・ミヌと恋仲になり妊娠。しかしチョ・ピリョンによって別れさせられ、強制的に堕胎させられそうになるが、病院を抜け出し失踪。4年後にユ・ギョンオクの下でチャ・スジョン（車水晶）として歌手デビュー。各種メディアで活躍するようになったことでミヌと再会することとなり苦悩する。

### イ家の人物とその関係者
- イ・ジュンモ：チェ・ゴヌ（成人時）

ガンモ、ソンモ、ミジュの弟。乳児だったときにガンモによって名づけられ、のちにアメリカへ養子に出される。
- イ・デス：チョン・ギュス

ガンモ、ソンモ、ミジュの父。ファン・テソプの親友。金塊を狙ったチョ・ピリョンに利用され射殺される。
- チョン・ヨンソン：ユン・ユソン

ガンモ、ソンモ、ミジュの母。ガンモたちとソウルに出てくるが、旅館の火災で死亡。
- カン・ジョンジャ（姜貞子）：ホン・ギョンヨン

ホン・ギピョの妻。かつては家政婦のミジュにつらくあたっていたが、チョ・ミヌと別れて帰ってきたミジュを暖かく迎えて養母となる。のちにウジュを連れてイギリスに渡る。
- カン・ウジュ（姜宇朱）：キム・ウィジン

イ・ミジュとチョ・ミヌの息子。カン・ジョンジャの養子となる。ミヌやチョ・ピリョンにその存在が知られ接触を受ける。ウジュを自分の物にしようとするチョ・ピリョンの手から逃れるため、カン・ジョンジャの弟がいるイギリスに渡る。

### 万宝建設関係者
- ファン・テソプ（黄泰燮）：イ・ドックァ

万宝建設の創業者で会長。チョ・ピリョンにそそのかされ密輸された金塊の強奪に加担し、金塊を運ぶトラックの運転手を拳銃で殺す役目を担うが、不運にも運転手が親友のイ・デスであり、犯行を躊躇していたところ、チョが現れてイ・デスを射殺。親友イ・デスを死なせてしまった罪の意識に苦しむ中、靴磨きをしていたガンモと出会い、会社の窮地をガンモのアイディアで救われ、ガンモを引き取り養育する。後にガンモがイ・デスの息子と知ってからはチョ・ピリョンと決別、ガンモとの密会前にピリョンの部下コ・ジェチュンに暗殺されそうになるが、ガンモに阻止される。その際、頭部に損傷を受け不自由な体になるも、強い気力と懸命なリハビリにより徐々に回復し、財産を狙う妻の陰謀を未然に防ぐことに成功する。後に治療のために渡米し全快する。帰国後はチョ・ピリョンを倒すべく政治家への転身を目論み、その中でソンモと接触。彼がイ・デスの長男でガンモの兄だと知らぬまま内通する。
- オ・ナムスク：ムン・ヒギョン

ファン・テソプの妻。テソプがかつての内縁の妻ユ・オンギョクを今も思い続けていることを今も恨み、夫とオンギョクの娘であるジョンヨンを憎んでいる。テソプが意識不明の状態に陥った際に彼の遺言書を息子のジョンシクが有利になるよう改竄するが失敗し、離婚されてしまう。
- ファン・ジョンシク：キム・ジョンヒョン

ファン・テソプ、オ・ナムスクの息子。ファン家に引き取られたガンモを憎む。大陸建設社長ホン・ギピョを殺した真犯人。テソプとナムスクの離婚後にジョンヨンの母親が判明してからは母ナムスクはテソプに捨てられたと思っている。母の離婚後はギャンブルに嵌まり多額の借金を負うが、母の思いを知り再起し、ジョンヨン親子へ復讐を誓う。ただ、ある場面では「こんな形での決着は望んでいない」との発言もあり、手段を選ばないというわけではない模様。
- ユ・ギョンオク：キム・ソヒョン

ロイヤルクラブの社長。投資家で万宝建設の株主。かつてファン・テソプと内縁関係にあり、ファン・ジョンヨンを出産。内縁関係の解消後、置き引きをしていた時期にガンモの母ヨンソンの金品を盗んだ。その後ペクパと出会い、洗練された容姿となり、ロイヤルクラブ社長となる。ジョンヨンには実母である事を秘密にしていた。イ・ミジュの資質を認め、チャ・スジョンとして歌手デビューさせる。ペクパから引き継いだ組織を一度はノ・ガプスに奪われるが、ボイラー開発にかかわる漢江建設の株価操作によって奪還。第二金融会社の設立を目指す。
- チェ・ジナ：イ・ウンジョン

ロイヤルクラブのホステス。のちに万宝建設を追われたジョンヨンと仕事を始める。
- ヨム・ジェス：ユ・ヒョングァン

ファン・テソプの運転手。後に妻と共に不動産業者となる。
- イ・ボクチャ：ハン・ギョンソン

ヨム・ジェスの妻。
- チュ・ヨングク：チャン・スングク

万宝建設理事。ファン・テソプの側近。
- ホン・ギピョ：ソン・ビョンホ

大陸建設社長。ファン・ジョンシクともみ合いになり死亡。

### 漢江建設関係者
- ユン・ギフン：イム・ジョンユン

ガンモの中学時代の教師。不正を告発し中学校を辞職。その後は高麗日報の記者となるが、光州事件に関し国を批判する記事を書いたため三清教育隊に送られ、ガンモと再会。後に建設関連の新聞記者となり、ガンモに助力する。
- パク・ソテ：イ・ムンシク

孤児として育ち、幼い頃は靴磨きをし生計を立てていた。成人後、三清教育隊を経て大陸建設部長となる。のちに紆余曲折を経てガンモの仲間になり、漢江建設の管理理事に就任。チェ・ハナに思いを寄せている。
- ナム・ヨンチョル：ソン・ギョンチョル

勤労奉仕隊でガンモと知り合う。建築に関する造詣が深く、漢江建設の建設理事に就任。スキンヘッドだったが変装した際に被ったカツラを常用するようになる。
- ヨム・シドク：シン・スンファン

ヨム・ジェスの息子。ガンモの相棒。ファン・ジョンヨンを補佐していたが、死んだと思われていたガンモが表舞台に出てきたことから彼の下につき、漢江建設理事になる。
- ヨム・ギョンジャ∶チェ・ハナ

ヨム・ジェスの娘。シドクの妹。ローラと名乗りロイヤルクラブのホステスとして働いていたが、漢江建設の社員となる。ガンモのことを「お兄さん」と慕っている。よく口喧嘩をしていたパク・ソテと、いつしか親密な関係になる。
- ヤン技術理事：ハ・ドクソン

漢江建設に買収されたボーテ･ボイラー韓国工場の技術者。ボーテの工場長が万宝建設に寝返ったため新たな工場長に抜擢され、新型ボイラーの開発に尽力するが…。

### 陰謀関係者及び情報部員
- チョ・ピリョン（趙弼然）：チョン・ボソク

軍の保安隊班長を経てKCIA監察局長となり、のちに国会議員となる。冷酷非情な野心家であり、目的のためなら手段を選ばず、殺人すら厭わない。ガンモ兄妹、ファン家の人々は彼の陰謀に翻弄されてゆく。
- チョ・ミヌ：チュ・サンウク

チョ・ピリョンの息子。ガンモとは同じ学校に通い、少年時代からガンモを嫌っている。成人後は万宝建設企画室長、のちに万宝建設を買収し万宝建設会長となる。父のプレッシャーに苦悩しており、ソンモを実の兄のように慕っている。ガンモの妹ミジュと愛し合うが、両親の反対にあい破局する。ミジュの歌手デビュー後は万宝建設のCMに彼女を起用するなど援助する。やがて父がミジュやソンモの父親の仇である事を知る。
- ヤン・ミョンジャ：ホン・ヨジン

チョ・ピリョンの妻。ミヌの母。息子がミジュと付き合うことに反対している。
- コ・ジェチュン：ユン・ヨンヒョン

チョ・ピリョンの側近。いくつもの汚れた仕事を任される。
- オ・セグァン：イ・ギョンヨン

チョ･ピリョンに加担する中央情報部室長。後に国会議員になる。
- ユ・チャンソン：ファン・テカ

ソンモの後輩で忠実な部下。ソンモがチョ・ピリョンへの復讐を企てていることを知っており、彼に協力する。実はソンモが青年時代に出会ったとある人物の関係者でもある。
- チ・ヨンス：ユ・ジュヒ

イ・ソンモの下に新人研修で配属されたドジな情報部員。本人にはその認識はなかったが、チョ・ピリョンらによってソンモの動向を探るためのスパイに仕立てられていた。ソンモのことは「おじさん」と呼んでいる。

### 国会議員とその関係者
- ミン・ホンギ：イ・ギヨン

KCIA局長。チョ・ピリョンの後輩だが、チョ・ピリョンの上司。のちに国会議員となり、盧泰愚（ノ・テウ）のもとに入る。
- オ・ビョンタク（呉炳託）：キム・ハッチョル

共和党議員。不正を嫌う正義漢。ソンモが記した秘密帳簿を武器にチョ・ピリョンの野望に立ち向かうが…。
- ハン・ミョンシク：イ・ヒョジョン

ソウル市都市局長から副市長へ。ロイヤルクラブの舞台に立ったイ・ミジュに思いを寄せ、メジャーになれるよう陰日向となって支援した。

### 金融関係者
- ペクパ（白波）：イム・ヒョク

闇金業者。韓国の事業家で彼から金を借りない者はないといわれる程の実力者。片腕は義手である。ガンモを気に入り金を融資するが病に倒れ死去。本名はチェ・ヨル。
- チャ・ブチョル：キム・ソンオ

若い高利貸し。金貸しになったジョンヨンの手腕を試すためにペクパが送り込んだタチの悪い男。テアン貿易の社長ハン・ブチョルと名乗りジョンヨンを騙そうとする。次第にその行動は暴走し、ついにはジョンヨンの誘拐まで実行してしまう。
- ノ・ガプス：キム・ギュチョル

高利貸し。ペクパが率いる組織の金融会社社長。ペクパの死後はチョ・ピリョンに加担しペクパの組織を一度は乗っ取るものの、ジョンヨンとギョンオクらに敗北し組織を追放される。

## スタッフ
- 脚本：チャン・ヨンチョル、チョン・ギョンスン
- 演出：ユ・インシク、イ・チャンミン

## 放送・配信
韓国では2010年5月10日から12月7日までSBSにて全60話で放送された。

### 韓国国外での放送
日本では2012年1月12日から4月4日までBSフジで毎週月曜から金曜の13時05分に放送された。他にテレビ東京でも同じ2012年の12月6日から毎週月曜から金曜の8時25分に放送された。

### 配信
ドラマ全編の動画がSBSの公式ウェブサイトで無料で公開されている。

## 評価
2010年上半期の同時間帯にMBCで放送されていたイ・ビョンフン演出のテレビドラマ『トンイ』と視聴率を競い合い、『トンイ』を上回る高視聴率を獲得した。
悪役のチョ・ピリョンを演じたチョン・ボソクが本作品の演技によって第47回百想芸術大賞テレビ部門の男性最優秀演技賞を受賞した。

### 受賞歴
- 2011年第47回百想芸術大賞テレビ部門 男性最優秀演技賞：チョン・ボソク[3]
- 2010 SBS演技大賞 最優秀作品賞[5]
- 2010 SBS演技大賞 特別企画部門 男性最優秀演技賞、10大スター賞：イ・ボムス[5]
- 2010 SBS演技大賞 特別企画部門 男性優秀演技賞、10大スター賞：チョン・ボソク[5]
- 2010 SBS演技大賞 特別企画部門 女性優秀演技賞、10大スター賞：パク・ジニ[5]
- 2010 SBS演技大賞 特別企画部門 男性助演賞：イ・ドックァ[5]
- 2010 SBS演技大賞 ニュースター賞 男性：チュ・サンウク、キム・スヒョン[5]
- 2010 SBS演技大賞 ニュースター賞 女性：ファン・ジョンウム[5]
- 2010 SBS演技大賞 プロデューサー賞：パク・サンミン[5]
- 2010 SBS演技大賞 ベストカップル賞：チュ・サンウクとファン・ジョンウム[5]

## 参考資料
- 朝鮮日報より（2010年8月17日号）
- 47th 백상예술대상 （第47回 百想芸術大賞）（朝鮮語）2011年7月7日閲覧。
- 2010 SBS 연기대상 수상자(작) 명단 （2010 SBS 演技大賞 受賞者（作）リスト） THE UNION PRESS（朝鮮語）（2011年1月1日） 2011年7月7日閲覧。